# ستيفن ماكنيل
ستيفن ماكنيل هو سياسي كندي، ولد في 10 نوفمبر 1964 في Annapolis Royal ‏ في كندا. نشط حزبياً في الحزب الليبرالي في نوفا سكوشا ‏. وقد انتخب رئيس وزراء نوفا سكوتيا ‏ (22 أكتوبر 2013 – ) وانتخب عضو مجلس نواب نوفا سكوشا ‏ عن دائرة Annapolis (provincial electoral district) ‏ (5 أغسطس 2003 – ).